# Sinocyclocheilus tingi
Sinocyclocheilus tingi és una espècie de peix cipriniforme de la família dels ciprínids. És endèmic troba a Yunnan (Xina).